# 카를스루에현

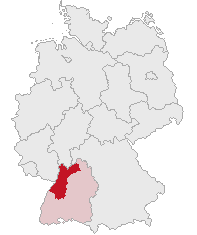
독일에서 카를스루에 현의 위치

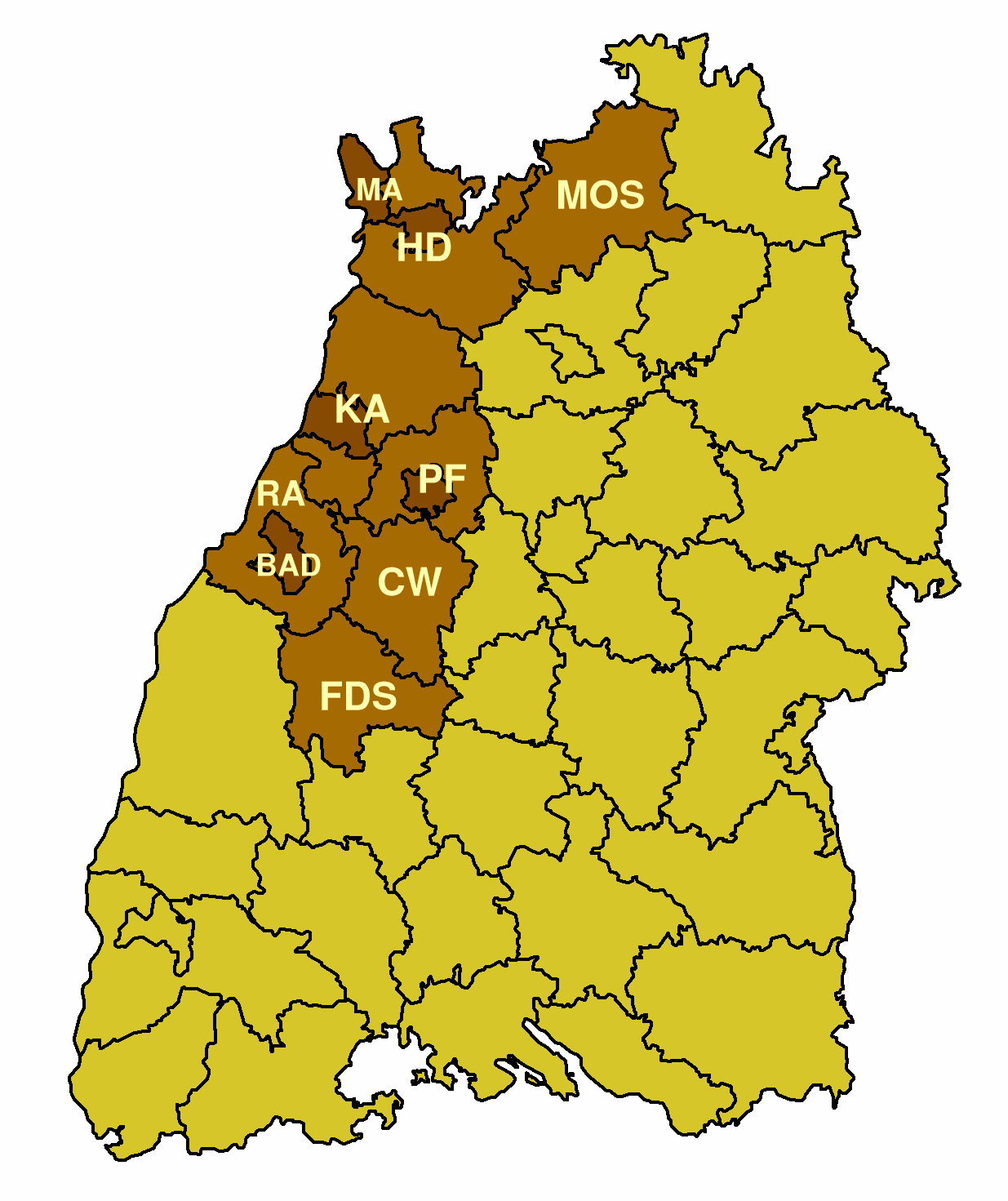
바덴뷔르템베르크 주에서 카를스루에 현의 위치

카를스루에현(독일어: Regierungsbezirk Karlsruhe)은 독일 바덴뷔르템베르크주 북서부에 위치한 현(Regierungsbezirk)으로 현도는 카를스루에이며 면적은 6,919.17km2, 인구는 2,751,907명(2011년 기준), 인구 밀도는 400명/km2이다. 7개 군(Landkreise), 5개 시(Kreisfreie Städte)를 관할한다.

## 하위 행정 구역

### 군(Landkreise)
1. 칼프군(Calw)
2. 엔츠군(Enz)
3. 프로이덴슈타트군(Freudenstadt)
4. 카를스루에군(Karlsruhe)
5. 네카어오덴발트군(Neckar-Odenwald)
6. 라슈타트군(Rastatt)
7. 라인네카어군(Rhein-Neckar-Kreis)

### 시(Kreisfreie Städte)
1. 바덴바덴 시(Baden-Baden)
2. 하이델베르크 시(Heidelberg)
3. 카를스루에 시(Karlsruhe)
4. 만하임 시(Mannheim)
5. 포르츠하임 시(Pforzheim)